# Val de Seine-Juvisy (doyenné)
Le secteur pastoral de Val de Seine-Juvisy est une circonscription administrative de l'église catholique de France, subdivision du diocèse d'Évry-Corbeil-Essonnes.

## Histoire
Le synode diocésain de 1987 a modifié le statut du doyenné en secteur pastoral.

## Organisation
Le secteur pastoral du Val de Seine-Juvisy est rattaché au diocèse d'Évry-Corbeil-Essonnes, à l'archidiocèse de Paris et à la province ecclésiastique de Paris. Il est situé dans le vicariat Nord-Est et la zone urbaine du diocèse.

### Paroisses suffragantes
Le siège du doyenné est fixé à Athis-Mons. Le secteur pastoral du Val de Seine-Juvisy regroupe les paroisses des communes de:
- Athis-Mons (trois paroisses),
- Juvisy-sur-Orge,
- Paray-Vieille-Poste.

### Prêtres responsables
| Période                                  | Période  | Identité               | Fonction précédente | Observation |
| ---------------------------------------- | -------- | ---------------------- | ------------------- | ----------- |
| ?                                        | ?        | René-Jacques Traonouïl |                     | -           |
| ?                                        | en cours | Aïssa Paul Allili      |                     | -           |
| Les données manquantes sont à compléter. |          |                        |                     |             |

## Patrimoine religieux remarquable
- Église Saint-Denis à Athis-Mons.

## Pour approfondir

## Sources
1. ↑  « Carte du découpage en secteurs sur le site du diocèse. »(Archive.org • Wikiwix • Archive.is • Google • Que faire ?) Consulté le 10/08/2010.